# イソフェンホス
イソフェンホス (Isofenphos) は、以前種子処理剤として使われていた殺虫剤である。リン酸エステルに属する。熱帯の国々ではシロアリの駆除にも使われていた。

## 調製
イソフェンホスは三塩化リンから作られる。これは、塩化アルミニウムの存在下で硫黄と反応してチオホスホリル三塩化物を形成し、エタノールと反応してエチルチオリン二塩化物を形成する。 次のステップは、サリチル酸イソプロピルとの反応と、得られた中間体のイソプロピルアミンとの反応である
。 

## 規制
EU委員会は2002年に、農薬の許可された有効成分のリストにイソフェンホスを含めないことを決定した
。ドイツ、オーストリア、スイスで承認されている植物保護製品には含まれていない。